# Pedro Leal (rugbysta)
Pedro Leal (ur. 28 kwietnia 1984 w Lizbonie) – portugalski rugbysta grający na pozycjach łącznika młyna lub obrońcy, reprezentant kraju zarówno w wersji piętnasto-, jak i siedmioosobowej, uczestnik czterech Pucharów Świata, mistrz kraju.
Do gry w rugby namówili go brat oraz wuj, trener rugby. Po zdobyciu pięciu tytułów mistrza kraju w kategoriach juniorskich, w wieku siedemnastu lat, już po debiucie w seniorskim rugby, związał się na dwa lata ze szkółką CA Brive. Następnie występował w klubach Grupo Desportivo Direito i Stade niçois oraz z zespołem Lusitanos XV w European Challenge Cup. W 2010 roku wiązano natomiast jego osobę z transferem do USA Perpignan. Po powrocie do Portugalii ponownie związał się z Direito, z którym został mistrzem kraju zdobywając wszystkie punkty w zwycięskim finale sezonu 2012/13.
Z kadrą U-19 dwukrotnie uczestniczył w mistrzostwach świata: w 2002 i 2003.
W reprezentacji Portugalii występował od 2004 i do marca 2014 roku rozegrał łącznie 71 spotkań zdobywając 259 punktów. W 2007 roku został powołany na Puchar Świata, na którym wystąpił w trzech meczach swojej drużyny.
Był również cenionym członkiem kadry kraju w rugby siedmioosobowym, z którą wystąpił między innymi na Pucharach Świata w 2005, 2009 i 2013, a także na turnieju rugby 7 na World Games 2009. W maju 2014 roku przekroczył liczbę tysiąca zdobytych punktów w turniejach z cyklu IRB Sevens World Series.
Otrzymał tytuł bakalaureata marketingu.